# فریدون معتمد وزیری
فریدون معتمد وزیری، (۱۳۰۱ در سنندج – ۱۳۸۵ در لس آنجلس)، سیاستمدار، استاد دانشگاه و بنیانگذار دانشگاه رازی و دانشگاه کردستان بود.

## زندگی
فریدون معتمد وزیری در ۱۳۰۱ در سنندج به دنیا آمد. پدرش میرزا مهدی خان از اعیان و مالکان و فئودال‌ها در شهر سنندج بود. وی در مدرسه دارالفنون تهران تحصیل کرد و سپس وارد دانشگاه تهران شد و از این دانشگاه لیسانس قضایی دریافت کرد. وی چند سال به عنوان قاضی به کار مشغول شد و سپس تحصیل در رشتۀ حقوق را در دانشگاه ایندیانا تا مقطع دکترا ادامه داد و سپس به دانشگاه کالیفرنیای جنوبی رفته و از آنجا دکترای علوم اداری دریافت کرد. معتمد وزیری با توجه به تحصیل در رشتۀ حقوق، پس از بازگشت به ایران در دادسرا مشغول به کار شد. وی ابتدا دادرس علی‌البدل شیراز بود و سپس در همان دستگاه در شیراز به سمت دادیار دادسرا رسید.
معتمد وزیری کار در دستگاه قضایی را رها کرده و پس از طی خدمت سربازی، پروانۀ وکالت گرفت و به وکالت و همچنین تدریس در مدرسۀ علوم اداری دانشگاه تهران مشغول شد. با این حال وی از سال ۱۳۳۵ دوباره به شغل اداری بازگشت و در سازمان برنامه، با سمت مشاور امور استخدامی به کار مشغول شد، اما به دلیلی نارضایتی از وضعیت سازمان در زمان ابوالحسن ابتهاج این دستگاه را ترک کرد. وی سمت‌های اداری دیگری مانند مشاور بانک کشاورزی، ریاست کمیسیون مشترک مجلسین، معاون وزارت اطلاعات و جهانگردی، معاونت وزارت اقتصاد، نمایندۀ وزارتخانه‌های صنایع و معادن و اقتصاد در کمیتۀ دائمی حفاظت، عضویت در کمیسیون هماهنگی برنامه و جشن‌های شاهنشاهی و ریاست آن، عضویت در شورای تاجگذاری باشگاه ورزشی شاهنشاهی را نیز عهده‌دار بوده است.

## سمت‌های دانشگاهی
معتمد وزیری علاوه بر تدریس در دانشگاه تهران، مدتی عضو هیئت امنای دانشگاه کشاورزی رضاییه (ارومیه) بود. وی در سال ۱۳۵۱ با تأسیس «دانشکدۀ علوم پایۀ کرمانشاه» که بعدها به دانشگاه رازی تغییر نام داد، ریاست آن را عهده‌دار شد. وی علاوه بر عضویت در هیئت مؤسس دانشگاه رازی، در راه‌اندازی دانشگاه کردستان در سنندج که در ابتدا شعبه‌ای از دانشگاه رازی بود نیز کوشید و عضو هیئت مؤسس دانشگاه کردستان نیز بود.

## نمایندگی مجلس شورای ملی
معتمد وزیری در دورۀ ۲۱ مجلس شورای ملی نمایندۀ مردم مریوان در آن مجلس بود. وی در مجلس، عهده‌دار ریاست کمیسیون استخدامی بود. معتمد وزیری پیش از اتمام دورۀ نمایندگی‌اش در شهریور ۱۳۴۵ به معاونت کل وزارت اطلاعات و جهانگردی معرفی شد و به آن دستگاه رفت.

## عضویت در احزاب
معتمد وزیری در احزاب ایران نوین و رستاخیز عضویت داشت. وی همچنین از اعضای اصلی کانون مترقی بود.

## نشان‌های دریافتی از دربار پهلوی
معتمد وزیری نشان‌های اصلاحات ارضی، همایون، تاج، تاجگذاران و جشن‌های دو هزار و پانصد سالۀ شاهنشاهی را از محمدرضا پهلوی دریافت کرد.

## مرگ
فریدون معتمد وزیری در سحرگاه ۱۱ بهمن ۱۳۸۵ در لس آنجلس آمریکا بر اثر کهولت سن و بیماری درگذشت.

## یادبود
در سال ۱۳۹۶ بنا به پیشنهاد کمیسیون فرهنگی و اجتماعی شورای اسلامی شهر سنندج، بلواری حد فاصل میدان شهیده فاتحی کرجو تا کمربندی آبیدر به نام بلوار دکتر فریدون معتمد وزیری نامگذاری شد.